# Maillard (Fahrradkomponenten)
Maillard war ein französischer Hersteller von Fahrradkomponenten. Das Unternehmen und seine Patente wurde 1980 von Fichtel & Sachs übernommen.
Maurice Maillard (1883–1964), in Boulogne-sur-Mer geboren gründete 1909 zunächst ein Autogeschäft und adaptierte viel mechanische Teile für Fahrräder. Während des Ersten Weltkrieges waren viele Konkurrenten in der Region Saint-Étienne mit der Waffenproduktion beschäftigt. Maillard baute jedoch eine Fabrik in Dunkerque. Im Jahr 1947 war er der einzige französische Hersteller von Freiläufen (91 Prozent der nationalen Produktion)  mit einer Produktion von 300.000 Stück pro Jahr.
Maillard stellte Fahrrad-Naben, Pedale und Kassetten her. In den 1950ern und den späten 1960ern übernahm das Unternehmen die kleineren Hersteller Atom (Freiläufe und Pedale) und Normandy (Naben). Teilweise sind die Namen noch auf Maillard-Produkten bis zur Übernahme durch Fichtel & Sachs gegenwärtig gewesen. Maillard entwickelte die „Helicomatic“-Kettenschaltung. Diese setzte sich aber wegen diverser Einstellungsprobleme nicht durch. In den frühen 1970er Jahren gehörte Maillard mit 1.770 Mitarbeitern zu den Weltmarktführern.
Technische Besonderheit bei Maillard-Teilen wie auch bei vielen weiteren französischen Komponenten sind zu den international üblichen Standards abweichende Maße. Die Einbaubreite von Vorderradnaben war häufig geringer als die standardmäßigen 100 mm. Die 5-Gang Hinterradnabe wurden oft mit einer Einbaubreite von 124 mm statt 120 mm produziert.
Viele französische Rennräder waren standardmäßig mit Maillard-Naben ausgestattet. Dazu gehören die Hersteller Motobecane und Peugeot.